# Ancistrocerus sounkionis
Ancistrocerus sounkionis är en stekelart som först beskrevs av Kazuhiko Tsuneki 1986.  Ancistrocerus sounkionis ingår i släktet murargetingar, och familjen Eumenidae. Inga underarter finns listade i Catalogue of Life.